# 保羅·永村
保羅·永村（Paulo Nagamura, 1983年3月2日—），巴西足球員，也是當地的日裔，現效力於美國職業足球大聯盟的洛杉磯銀河，擔任球隊中鋒。
永村於聖保羅出生，2001年加入英國阿仙奴青年組及預備隊，在U-19錦標賽與利物浦的最後決賽中，永村為球隊射入奠定勝利的一球。至2005年3月，永村與洛杉磯銀河簽約。